# Gossia pubiflora
Gossia pubiflora là một loài thực vật có hoa trong Họ Đào kim nương. Loài này được (C.T.White) N.Snow & Guymer mô tả khoa học đầu tiên năm 2003.